# Chlorurus troschelii
Chlorurus troschelii е вид бодлоперка от семейство Scaridae. Видът не е застрашен от изчезване.

## Разпространение и местообитание
Разпространен е в Индонезия, Кокосови острови, Малайзия и Тайланд.
Обитава морета, лагуни и рифове. Среща се на дълбочина от 2 до 12 m, при температура на водата от 27,7 до 28,8 °C и соленост 33,9 – 35,2 ‰.

## Описание
На дължина достигат до 34,6 cm.